# Synchronicity (Joe-McPhee-Album)
Synchronicity ist ein Jazzalbum von Joe McPhees Survival Unit III. Die am 5. Dezember 2007 im Veranstaltungsort The Hideout in Chicago entstandenen Aufnahmen erschienen 2011 auf dem Label Harmonic Convergence.

## Hintergrund
Synchronicity ist nach Don’t Postpone Joy! (2006) das zweite Album des Trios Survival Unit III. Joe McPhee leitete die Gruppe auf Altsaxophon und Altklarinette. Fred Lonberg-Holm spielte Cello und Elektronik; Michael Zerang saß am Schlagzeug.

## Titelliste

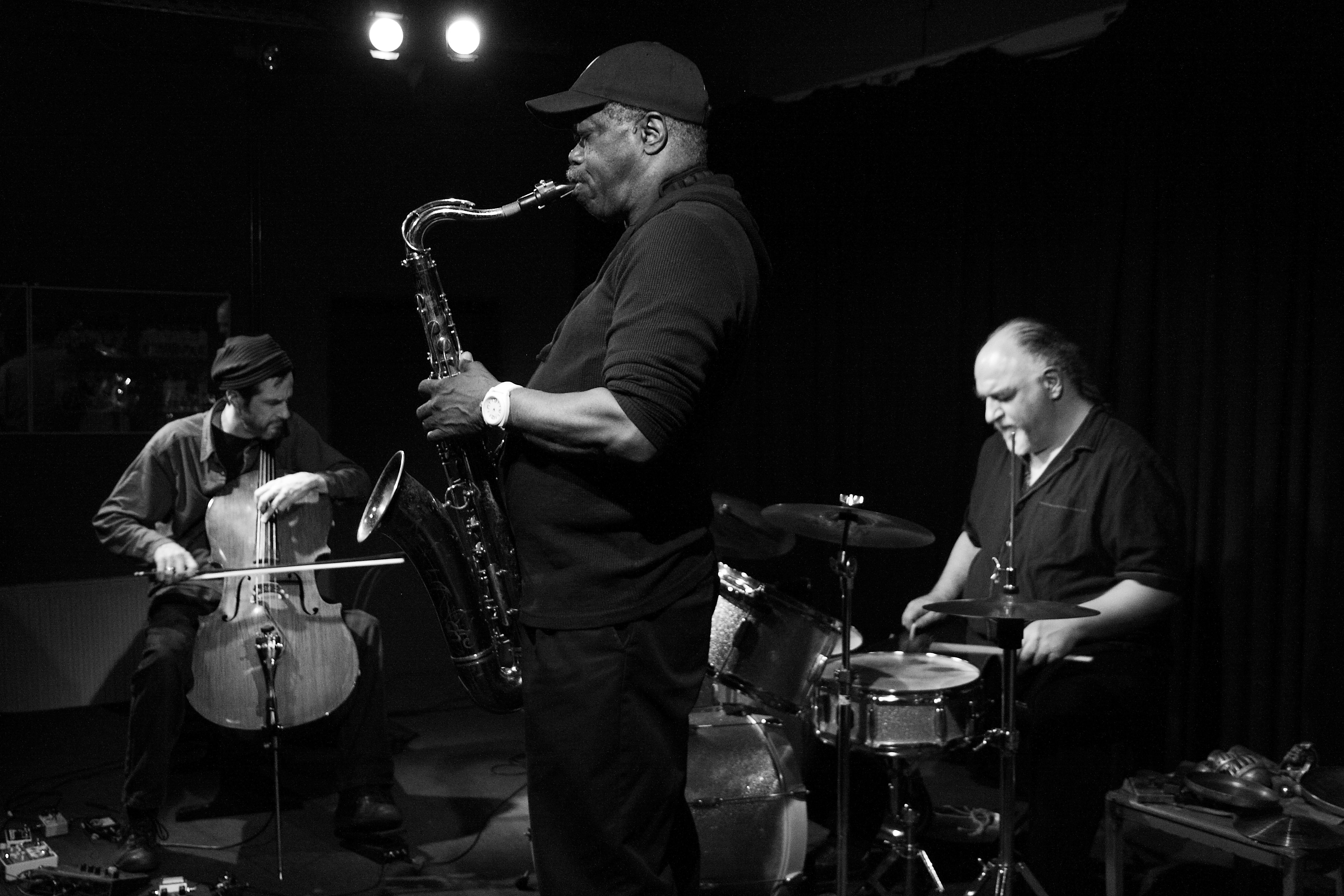
Die Survival Unit III bei einem Auftritt im club W71 Weikersheim, 2013.

- Joe McPhee Survival Unit III: Synchronicity (Harmonic Convergence 0001)[1]

1. Waiting for the Other Shoe to Fall
2. The Why Knot
3. Hmmm (For Maryanne Amacher)
4. Waiting for the Other Shoe to Fall
5. The Why Knot
6. Hmmm (For Maryanne Amacher)
7. Hndrx 9-18-70

Die Kompositionen stammen von Joe McPhee.

## Rezeption
Lyn Horton schrieb in JazzTimes, die drei Musiker würden vor sich selbst den Raum erkennen, in dem sie ihre eigenen Klänge konflikt- und orientierungslos um die der anderen wickeln können. Es gehe der Musik darum, Gemeinsamkeiten zu finden, sich zu überschneiden, zu voneinander zu entfernen und auf sehr unkonventionelle Weise wieder zu verschmelzen.